# Jenő Medgyessy
Jenő Medgyessy (Szolnok, Hungría, 23 de diciembre de 1891 - Ib., 17 de noviembre de 1973), hispanizado como Eugenio Marinetti, fue un futbolista y director técnico Húngaro.
Su carrera futbolística la realizó toda en Hungría en el club Ferencváros, logrando conseguir 4 Campeonatos seguidos y una Copa de Hungría.
Como entrenador tuvo un largo paso por Brasil dirigiendo al Botafogo, Fluminense, Atlético Mineiro y São Paulo.
Con el Fluminense obtuvo el Torneo Inicio Carioca en 1927.
También estuvo dirigiendo en Argentina en 3 equipos grandes del país: Racing Club, San Lorenzo y River Plate.
En Racing Club logró la Copa de Competencia de 1933 (la última del certamen) ganando todos los partidos disputados.

Fue uno de los tres entrenadores de origen Europeo que tuvo la institución académica y uno de los cinco entrenadores extranjeros en toda su historia.

## Clubes

### Como futbolista
| Club            | País    | Año       |
| --------------- | ------- | --------- |
| Ferencvárosi TC | Hungría | 1907-1919 |

### Como entrenador
| Club             | País      | Año       |
| ---------------- | --------- | --------- |
| Botafogo         | Brasil    | 1926-1927 |
| Fluminense       | Brasil    | 1927-1928 |
| Atlético Mineiro | Brasil    | 1928-1931 |
| São Paulo        | Brasil    | 1931-1933 |
| San Lorenzo      | Argentina | 1933      |
| Racing Club      | Argentina | 1933-1934 |
| River Plate      | Argentina | 1934      |

## Palmarés

### Como jugador
| N.º | Título              | Club            | País    | Año       |
| --- | ------------------- | --------------- | ------- | --------- |
| 1   | Nemzeti Bajnokság I | Ferencvárosi TC | Hungría | 1909/1910 |
| 2   | Nemzeti Bajnokság I | Ferencvárosi TC | Hungría | 1910/1911 |
| 3   | Nemzeti Bajnokság I | Ferencvárosi TC | Hungría | 1911/1912 |
| 4   | Nemzeti Bajnokság I | Ferencvárosi TC | Hungría | 1912/1913 |
| 5   | Copa de Hungría     | Ferencvárosi TC | Hungría | 1912/1913 |

### Como DT
| N.º | Título                | Club (*)    | País      | Edición |
| --- | --------------------- | ----------- | --------- | ------- |
| 1   | Torneo Inicio Carioca | Fluminense  | Brasil    | 1927    |
| 2   | Copa de Competencia   | Racing Club | Argentina | 1933    |